# Domingo Vega de la Rosa

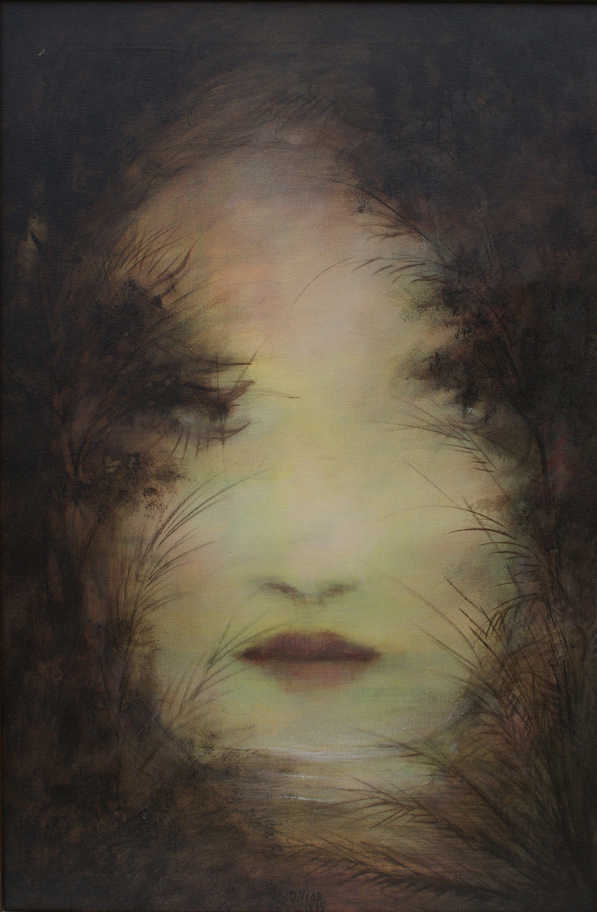
Rostro-Paisaje, 1985

Domingo Vega de la Rosa (Puerto de la Cruz, 28 november 1953) is een Spaanse kunstschilder van de Canarische eilanden. Hij leeft en werkt op Tenerife in Los Realejos.

## Biografie

### Jeugd en opleiding
Domingo Vega de la Rosa is geboren in Puerto de la Cruz, een stadje aan de noordkust van Tenerife. Zijn eerste ontmoeting met kunst had hij toen hij ongeveer 13 jaar was. Hij kreeg een oude zwart-witte encyclopedie met reproducties. Daarna ging hij naar de bibliotheek, om boeken over moderne kunst te bestuderen. Zijn eerste expositie was in Palma de Mallorca in 1977.
Hij is een autodidact. Nadat hij zijn opleiding in het toerisme afgerond had, verhuisde hij in 1974 naar Barcelona, waar hij een baantje vond en musea bezocht om kunst te bestuderen. Ook maakte hij een reis naar Nederland. Daar bezocht hij vele musea, waaronder het Frans Hals Museum. Hij voelde een roeping als kunstenaar.

### De jaren zeventig
In 1975 ging hij terug naar Tenerife voor militaire dienst. Het was het jaar dat Franicisco Franco stierf. Dit was een gebeurtenis die het leven op de Canarische eilanden drastisch veranderde. In het leger volgde hij in zijn vrije tijd een cursus technisch tekenen en hij las veel boeken over verschillende vormen van kunst. Hij voelde zich aangetrokken tot het surrealisme. Salvador Dalí en de Canarische schilder Óscar Domínguez waren zijn voorbeelden. Na zijn diensttijd besloot hij zich te wijden aan de schilderkunst. Hij verhuisde naar Madrid, waar hij zijn eerste werken verkocht. In 1977 kreeg hij de gelegenheid om zijn werken te exposeren in een boekwinkel in Palma de Mallorca, nadat hij de gehele zomer in Manacor aan het schilderen was geweest. Daarna keerde hij weer terug naar Tenerife.

### Verdere ontwikkeling
Vanaf 1984 heeft hij vervolgens in Las Palmas de Gran Canaria en Madrid gewoond. Hij bestudeerde de originele schilderijen van Néstor Martín Fernández de la Torre en studeerde moderne kunst bij Guillermo Pérez Vilalta. Vanaf 1993 reisde hij meerdere malen naar New York om de artistieke sfeer van deze stad te beleven en deel te nemen aan exposities.
Naast zijn activiteiten als kunstschilder, ging hij in 1997 geschiedenis studeren aan de UNED (Universidad Nacional de Educación a Distancia). Hij haalde zijn diploma in 2003 en in 2005 studeerde hij af in zijn specialisatie kunstgeschiedenis, met een onderzoek naar figuratieve kunst in de Latijns-Mediterrane landen.
Vanaf 2007 schrijft hij artikelen in een aantal tijdschriften op Tenerife. Hij heeft ook een serie lezingen gegeven over hedendaagse kunst (2008) en een serie lezingen over kunst en film (2009) aan het Instituto de Estudios Hispánicos de Canarias (IEHC) in Puerto de la Cruz, Tenerife. In 2011 organiseerde het Ministerie van Cultuur van de Canarische eilanden een tentoonstelling met de schilderijen van Domingo Vega de la Rosa in La Laguna, met de naam Antropoflora Vernácula.

## Kunstzinnige stroming
In ruime zin behoren zijn eerste werken tot het surrealisme. Dit is erg populair geworden op Tenerife sinds André Breton een internationale expositie organiseerde in 1935. Vega zelf geeft aan dat zijn werk het beste past in de hedendaagse figuratieve schilderkunst. Zijn eerste werken maakte hij in de tijd dat het neo-expressionisme in opkomst was. In deze tijd komt in Italië het anachronisme, pittura colta en iper mannerisme tot bloei, die hieraan verwant zijn. Later wordt de invloed van het symbolisme zichtbaar in zijn werk. Hij is onder meer geïnspireerd door de Franse symbolisten en de Engelse prerafaëlieten. In zijn huidige werken speelt de Canarische flora een grote rol.

## Fotogalerij

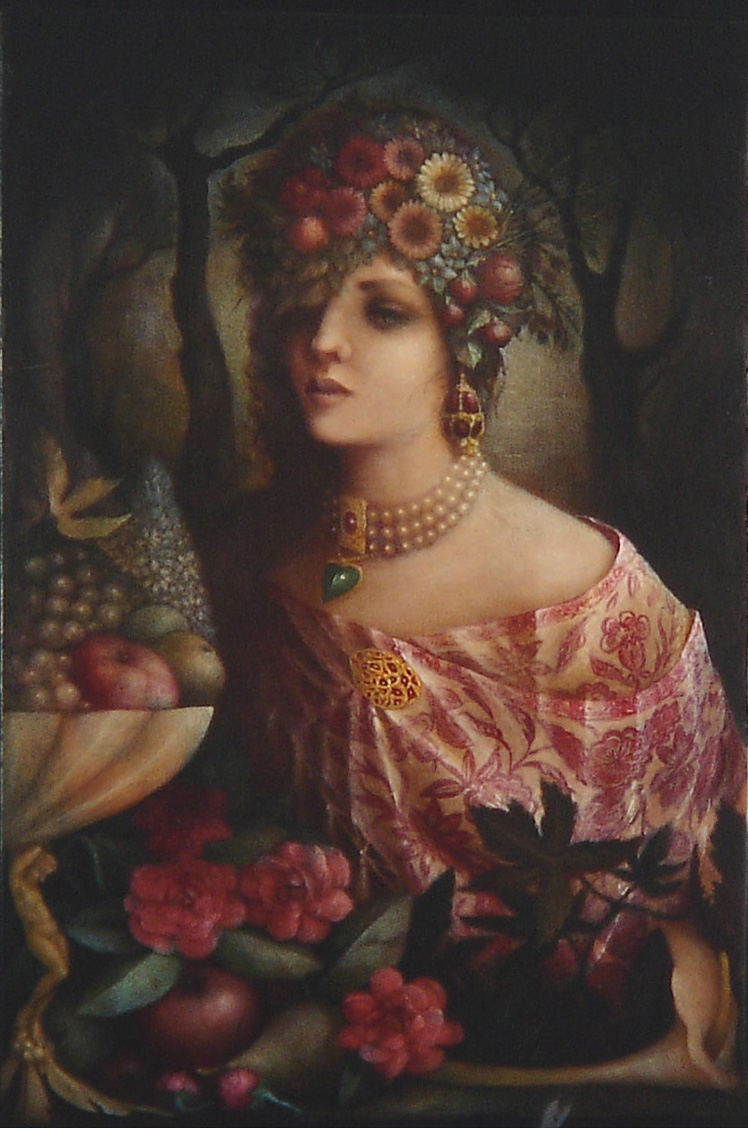
Odalisca con frutero y camelias, 1996
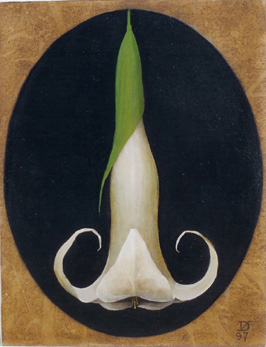
Datura, 1997
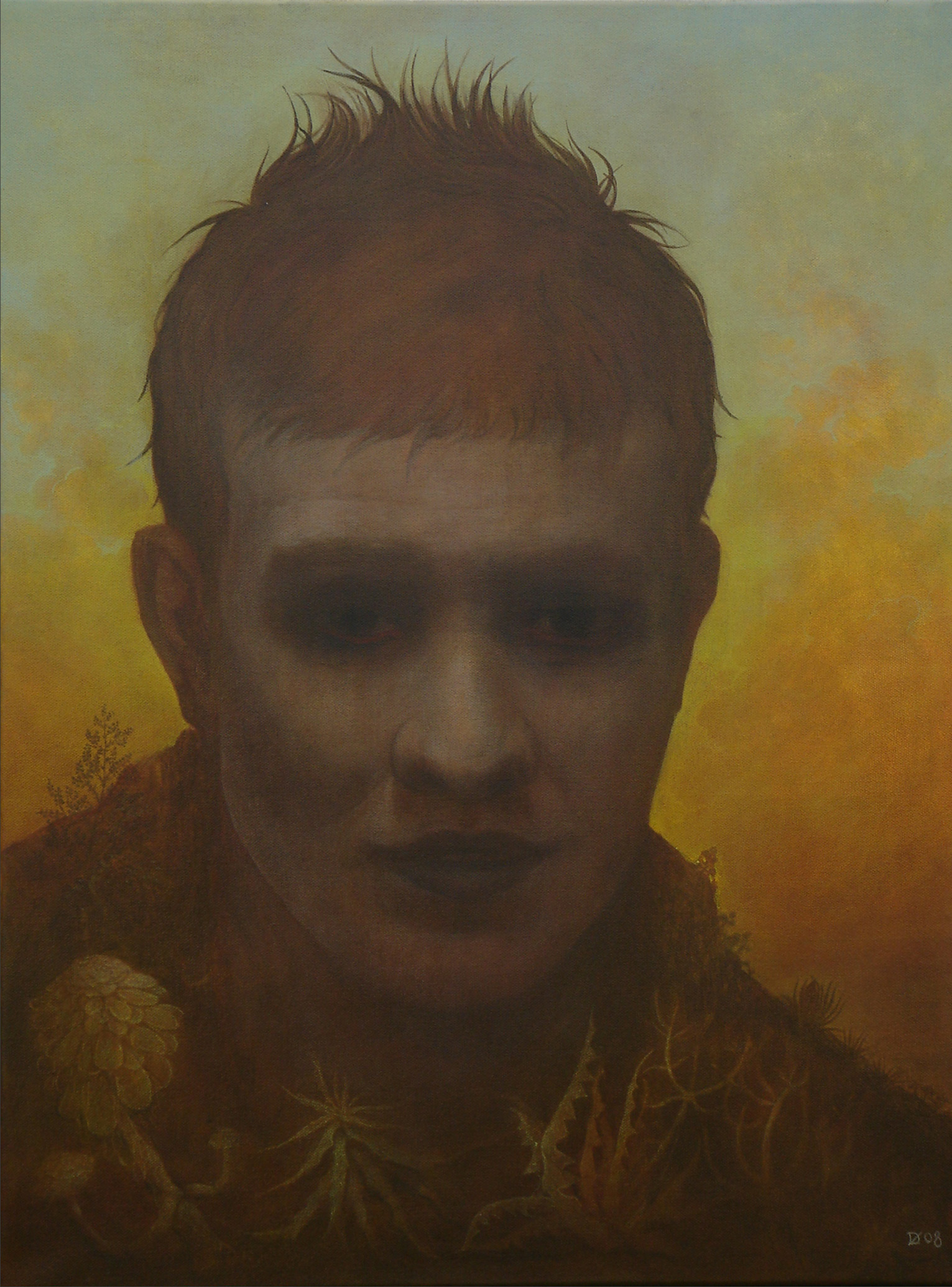
Paisaje imagen, 2008
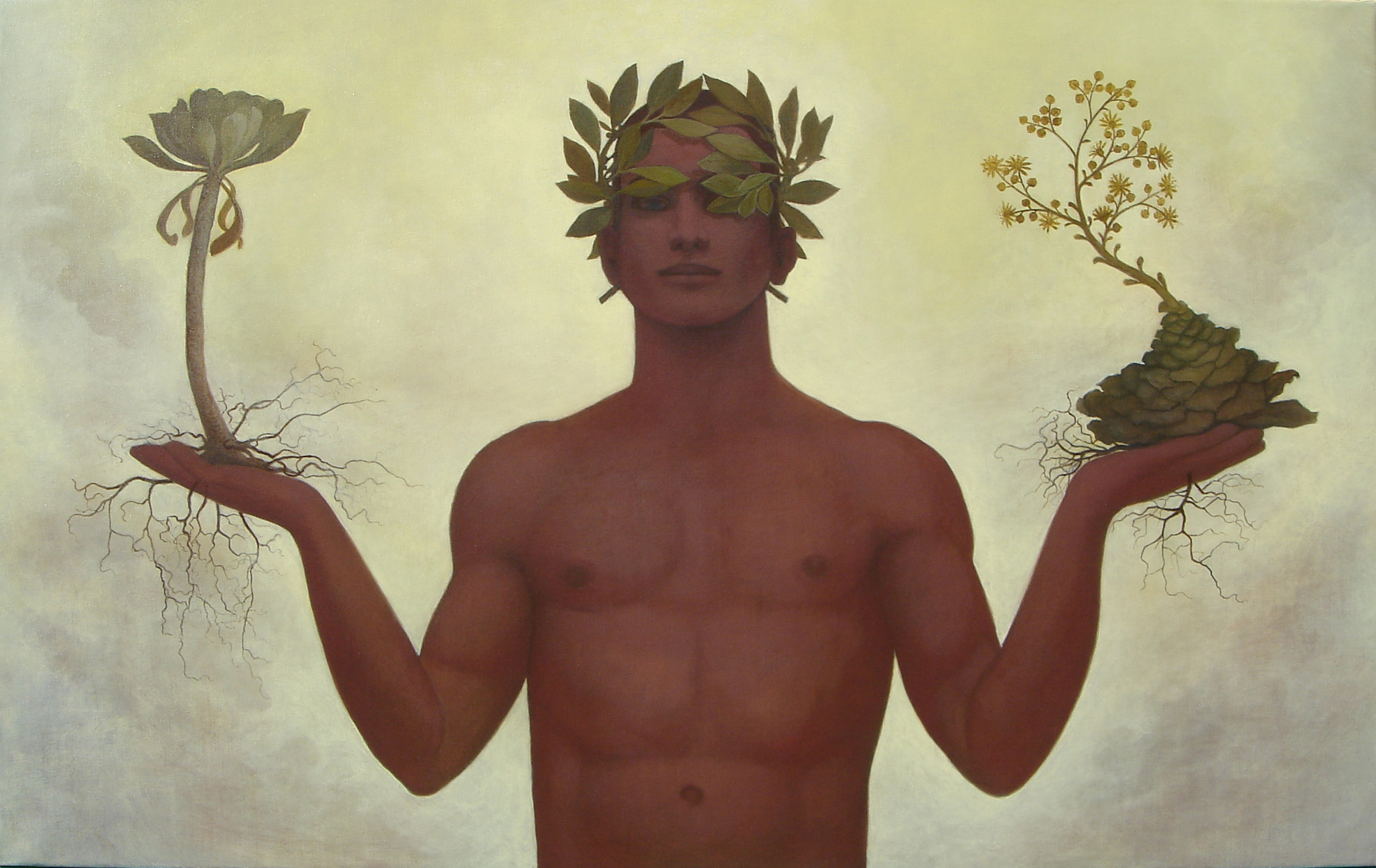
Atlante oferente, 2010
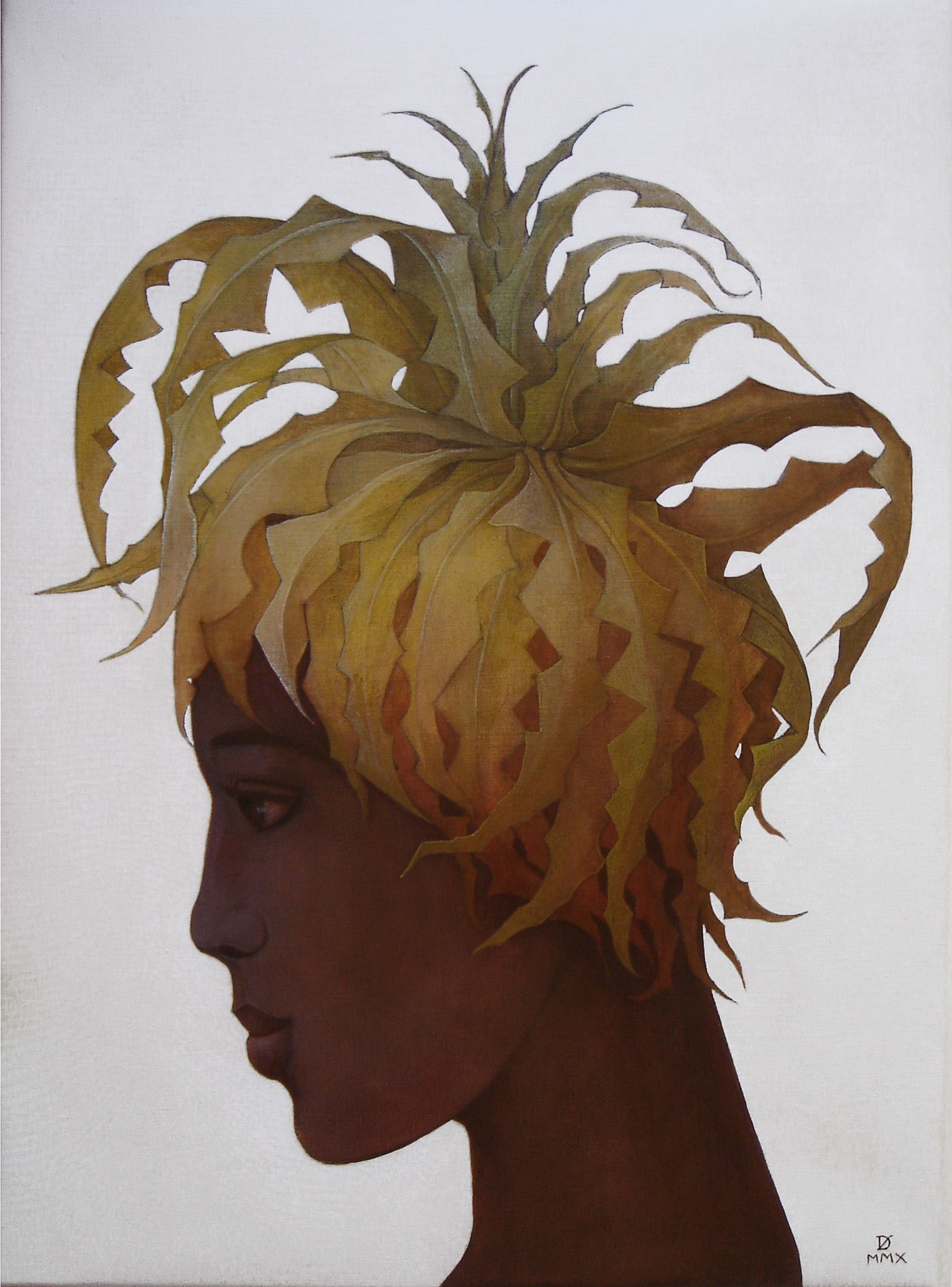
Negritud Sonchus, 2010

## Tentoonstellingen (selectie)
- 1978 - Eerste individuele tentoonstelling van schilderijen, cultureel centrum Ateneo, La Laguna, Tenerife
- 1985 - Tentoonstelling van rondreizende kunstenaars in Caja Postal, Madrid, San Lorenzo del Escorial, Huelva en Jerez
- 1997 - Deelname aan de tentoonstelling "Five Artists", Maximillian Café, New York
- 2001 - "De la Apariencia al la Forma", Sala Barquillo, Caja Madrid, Madrid
- 2003 - "Transfiguraciones", Estudio Artizar, La Laguna, Tenerife
- 2011 - "Antropoflora Vernácula", Instituto de Canarias Cabrera Pinto in La Laguna, Tenerife
- 2012 - "Antropoflora Vernácula", Espacio Canarias, Creacion y Cultura, Madrid